# I Was Born to Love You
I Was Born to Love You je sólová píseň britského zpěváka Freddieho Mercuryho. Původně byla vydána v roce 1985 na jeho sólovém albu Mr. Bad Guy. Po Mercuryho smrti v roce 1991 Queen přepracovali tuto píseň pro své album Made in Heaven v roce 1995 tím, že členové Queen nahráli instrumentální stopu znovu a píseň mírně upravili s disco na rockovou. Verze Queen z alba Made in Heaven zahrnuje také ukázky Mercuryho vokálů převzatých z písní „A Kind of Magic“ a z „ Living on My Own “.
Píseň získala svůj živý debut na turné po Japonsku v roce 2005, skupiny Queen + Paul Rodgers. Píseň byla také součástí repertoáru skupiny Queen + Adam Lambert na turné v Jižní Koreji a Japonsku, což bylo poprvé, kdy byla k představení použita celá živá kapela.

## Videoklipy
Video pro původní verzi skladby od Freddieho Mercuryho režíroval David Mallet. Video vzniklo v nyní již zbouraném Limehouse Studios v Londýně. Choreografii pro video vymýšlela Arlene Phillipsová. Oficiálně bylo video vydáno až v roce 2004.
Video pro verzi od Queen režíroval Richard Heslop. Zvuková stopa byla ve studiu poupravena, aby připomínala charakteristický zvuk v 70. letech velmi hojně používaných vinylových desek.
Japonské vydání dokumentárního filmu Days of Our Lives kombinuje záběry z původního videa verze od Mercuryho se záběry Queen hrajícími na stadionu Wembley písně, „One Vision“, „A Kind of Magic“ a „Now I'm Here“, plus Mercuryho sólové video k „Living on My Own“.

## Obsazení nástrojů

### Původní verze (Freddie Mercury)
- Freddie Mercury – zpěv, klavír, syntezátor
- Fred Mandel – syntezátor, rytmická kytara
- Paul Vincent – hlavní kytara
- Curt Cress – bicí
- Stephan Wissnet – basová kytara
- Reinhold Mack – Fairlight CMI

### Verze Queen
- Freddie Mercury – hlavní a doprovodné vokály, klavír, klávesy
- Brian May – elektrická kytara (Red Special), klávesy
- Roger Taylor – bicí
- John Deacon – basová kytara

## Umístění na žebříčcích

### Původní verze (Freddie Mercury)
| Stát                  | Žebříček                    | Rok  | Pozice |
| --------------------- | --------------------------- | ---- | ------ |
| Německo               | German Media Control Chart  | 1985 | 10     |
| Velká Británie        | UK Singles Chart            | 1985 | 11     |
| Rakousko              | Austrian Singles Chart      | 1985 | 20     |
| Švýcarsko             | Swiss Singles Chart         | 1985 | 24     |
| Japonsko              | Oricon                      | 1985 | 55     |
| Jihoafrická republika | South African Singles Chart | 1985 | 4      |
| USA                   | Billboard Hot 100           | 1985 | 76     |
| Polsko                | Polish Airplay Top 100      | 2016 | 69     |

### Verze Queen
| Stát     | Žebříček      | Rok                    | Pozice |
| -------- | ------------- | ---------------------- | ------ |
| Japonsko | Oricon        | 1996                   | 45     |
| Japonsko | Oricon        | 2004 (znovu hodnoceno) | 1      |
| Japonsko | Japan Hot 100 | 2018                   | 63     |